# Dálnice M86 (Maďarsko)
Dálnice M86 (maď M86-os autóút) je rychlostní silnice v Maďarsku spojující města Csorna a Szombathely. Vychází z dálnice M85. V budoucnosti bude zasahovat až k dálnici M15 a k městu Mosonmagyaróvár a bude z ní vycházet dálnice M76. Je to jedna z velkých maďarských dálnic, která neprochází okolím Budapešti. Dálnice je často používána turisty jedoucími do Chorvatska, kteří při cestě jedou přes Maďarsko.
Stavba dálnice začala v roce 2008 u vesnice Vát. Její obchvat o délce 4,56 km byl zprovozněn v roce 2009. Poté začala i stavba úseku mezi Vátem a vesnicí Szeleste, který byl dokončen v roce 2010. Další úsek spojující vesnice Vát, Nemesbőd a město Vép s městem Szombathely byl dokončen v roce 2014. V roce 2013 začala stavba dalších dvou úseků, a to úseku mezi Szelestem a Hegyfalu (dokončen v roce 2015), a konečného úseku mezi Hegyfalu a Csornou (dokončen v roce 2016). V roce 2015 byl taktéž dokončen obchvat Csorny (který částečně patří i dálnici M85). Úsek vedoucí do Mosonmagyaróvár nebyl ještě dostavěn, je zatím ve fázi plánování.

## Obce, kolem kterých dálnice prochází
Seznam je ve směru od severovýchodu k jihozápadu; města jsou vyznačena tučně.
- Csorna
- Pásztori
- Szilsárkány
- Sopronnémeti
- Magyarkeresztúr
- Zsebeháza
- Vadosfa
- Páli
- Edve
- Beled
- Vásárosfalu
- Rábakecöl
- Répcelak
- Nick
- Uraiújfalu
- Vámoscsalád
- Vasegerszeg
- Zsédeny
- Hegyfalu
- Pósfa
- Szeleste
- Ölbő
- Vát
- Nemesbőd
- Vép
- Szombathely